# Tahoua (Niger)
Tahoua [taˈwa] ist die Hauptstadt der gleichnamigen Region Tahoua in Niger. Sie hat etwa 150.000 Einwohner.

## Geographie

### Lage und Gliederung
Tahoua liegt in der Sahelzone und am Rand der Gebirgslandschaft Ader Doutchi in der Landschaft Ader. In geologischer Hinsicht befindet sich die Stadt in einem dem Erdzeitalter Tertiär zugerechneten Gebiet. Die Nachbargemeinden sind Affala und Barmou im Norden, Kalfou im Osten, Bambeye im Süden und Takanamat im Westen.
Tahoua ist eine Stadt (ville) beziehungsweise Gemeinde mit besonderem Status (commune à statut particulier) und besteht aus zwei Arrondissements: Tahoua I und Tahoua II. Das Stadtzentrum setzt sich aus mehr als 15 alten Stadtvierteln zusammen. Dazu zählen unter anderem Bilbis, Dioulanké, Garkawa, Kourfayawa, Maréda, Nassarawa, Tougoulawa, Tsamawa, Tsimitao und Wadata. Im Norden von Tahoua liegt der jüngere Stadtteil Sabon Gari, der übersetzt „neues Dorf“ bedeutet. Das administrative Zentrum der Stadt befindet sich auf einem kleinen Hügel nördlich der Altstadt.

### Klima
Die synoptische Wetterstation im Stadtzentrum liegt auf 386 m Höhe und wurde 1921 in Betrieb genommen.
|                       | Jan  | Feb  | Mär  | Apr  | Mai  | Jun  | Jul  | Aug  | Sep  | Okt  | Nov  | Dez  |   |      |
| Mittl. Tagesmax. (°C) | 33,4 | 35,0 | 38,4 | 41,5 | 41,4 | 40,0 | 35,6 | 32,9 | 35,8 | 38,2 | 36,4 | 33,1 | ⌀ | 36,8 |
| Mittl. Tagesmin. (°C) | 14,9 | 16,3 | 20,4 | 23,7 | 25,8 | 24,8 | 23,1 | 22,0 | 22,6 | 21,6 | 18,6 | 15,3 | ⌀ | 20,8 |
|                       |      |      |      |      |      |      |      |      |      |      |      |      |   |      |
| Niederschlag (mm)     | 0    | 0    | 1    | 4    | 18   | 61   | 120  | 141  | 62   | 7    | 0    | 0    | Σ | 414  |
|                       |      |      |      |      |      |      |      |      |      |      |      |      |   |      |
| Sonnenstunden (h/d)   | 9,1  | 9,2  | 8,8  | 8,7  | 8,9  | 8,3  | 8,3  | 8,4  | 8,4  | 9,1  | 9,4  | 9,0  | ⌀ | 8,8  |
|                       |      |      |      |      |      |      |      |      |      |      |      |      |   |      |
| Regentage (d)         | 0    | 0    | 0    | 0    | 3    | 6    | 9    | 10   | 6    | 1    | 0    | 0    | Σ | 35   |
|                       |      |      |      |      |      |      |      |      |      |      |      |      |   |      |
| Luftfeuchtigkeit (%)  | 18   | 16   | 14   | 20   | 33   | 49   | 60   | 72   | 66   | 35   | 21   | 20   | ⌀ | 35,4 |

| 14,9 |

| 16,3 |

| 20,4 |

| 23,7 |

| 25,8 |

| 24,8 |

| 23,1 |

| 22,0 |

| 22,6 |

| 21,6 |

| 18,6 |

| 15,3 |

| 14,9 |

| 16,3 |

| 20,4 |

| 23,7 |

| 25,8 |

| 24,8 |

| 23,1 |

| 22,0 |

| 22,6 |

| 21,6 |

| 18,6 |

| 15,3 |

### Natur
In Tahoua wurden folgende Vogelarten beobachtet: Afrikanischer Silberschnabel (Euodice cantans), Turmfalke (Falco tinnunculus), Grautoko (Lophoceros nasutus), Schmetterlingsfink (Uraeginthus bengalus) und Rotfuß-Atlaswitwe (Vidua chalybeata). Es wurden die Schlangenarten Naja haje und Telescopus tripolitanus gesichtet.

## Geschichte

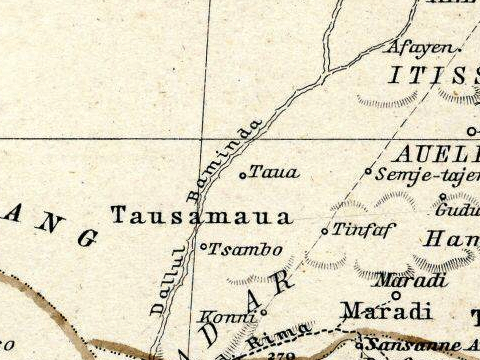
Tahoua („Taua“) in Stielers Hand-Atlas (1891)

Zu den ersten Gruppen, die sich im Gebiet des heutigen Tahoua ansiedelten, zählten im 16. Jahrhundert traditionell gläubige Azna aus dem Aïrgebirge, von wo sie von Tuareg sowie von Askiya Muhammad, dem muslimischen Herrscher des Songhaireichs, vertrieben wurden. Noch weiter in den Süden zu ziehen wurde den Azna von den Hausastaaten Gobir und Katsina verwehrt. Mehrere andere Gruppierungen zogen in das Gebiet, darunter auch Tuareg aus dem Aïrgebirge, sodass an der Wende zum 17. Jahrhundert die Dörfer Bilbis und Fakaoua entstanden: die Keimzelle der Stadt Tahoua. Durch weiteren Zuzug entstanden bis ins 19. Jahrhundert die anderen alten Stadtviertel, in die Tahoua geteilt ist.
Im 18. Jahrhundert gehörte Tahoua zur Provinz Ader des Sultanats Aïr. Die Provinz war in mehrere Sektoren aufgeteilt und der Sektor, in dem Tahoua lag, wurde von den Amattaza verwaltet, einer Untergruppe der Tuareg-Untergruppe Lissawan. Im letzten Drittel des 19. Jahrhunderts wurde die Siedlung von der Tuareg-Untergruppe Ullemmeden beherrscht.
Am 4. Dezember 1904 wurde die Stadt von den Franzosen durch eine aus Say kommende Einheit unter der Leitung des Leutnants Figeac besetzt. Das französische Militärterritorium Niger wurde 1905 in drei Verwaltungsgebiete aufgeteilt und Tahoua neben Niamey und Zinder zu einem der drei jeweiligen Verwaltungssitze bestimmt. Der britische Reiseschriftsteller A. Henry Savage Landor, der Tahoua 1906 im Rahmen seiner zwölfmonatigen Afrika-Durchquerung besuchte, beschrieb den überregional bedeutenden Markt der damals 6000 Einwohner zählenden Siedlung und den in neugotischem Stil errichteten französischen Militärposten. Ihren Status als einen drei Verwaltungssitze des Militärterritoriums verlor die Stadt bereits 1909 wieder. Tahoua wurde zunächst noch Hauptort eines Kreises (cercle de Tahoua), der dem Verwaltungsgebiet von Niamey untergeordnet war. Noch 1909 wurde die Kreishauptstadt nach Madaoua verlegt. In den 1920er Jahren galten die 133 Kilometer lange Piste für Reiter nach Madaoua und die 227 Kilometer lange Piste für Reiter nach Kornaka als Hauptverkehrswege in der damaligen Kolonie Niger. Gleiches war der Fall für die durch Tahoua führende Piste zwischen Agadez und Birni-N’Konni. Das französische Übersee-Forschungsinstitut Office de la Recherche Scientifique et Technique Outre-Mer (ORSTOM) betrieb in Tahoua eine geomagnetische Station, die zu einem Netzwerk von mehreren hundert ORSTOM-Stationen in Westafrika gehörte, an denen in den 1950er Jahren geomagnetische Messungen vorgenommen wurden.
Tahoua wurde 1967 als vierter Ort Nigers nach Niamey (1954), Zinder (1954) und Maradi (1955) zur eigenständigen Gemeinde erhoben. Während der Hungersnöte in den 1970er und 1980er Jahren war die Stadt das Ziel von Flüchtlingen. Im Jahr 2002 erfolgte die Umwandlung zum Gemeindeverbund (communauté urbaine) aus zwei Stadtgemeinden (communes urbaines). Der Gemeindeverbund wurde 2010 in eine Stadt (ville) beziehungsweise Gemeinde mit besonderem Status (commune à statut particulier) und die bisherigen Stadtgemeinden in Arrondissements umgewandelt.

## Bevölkerung

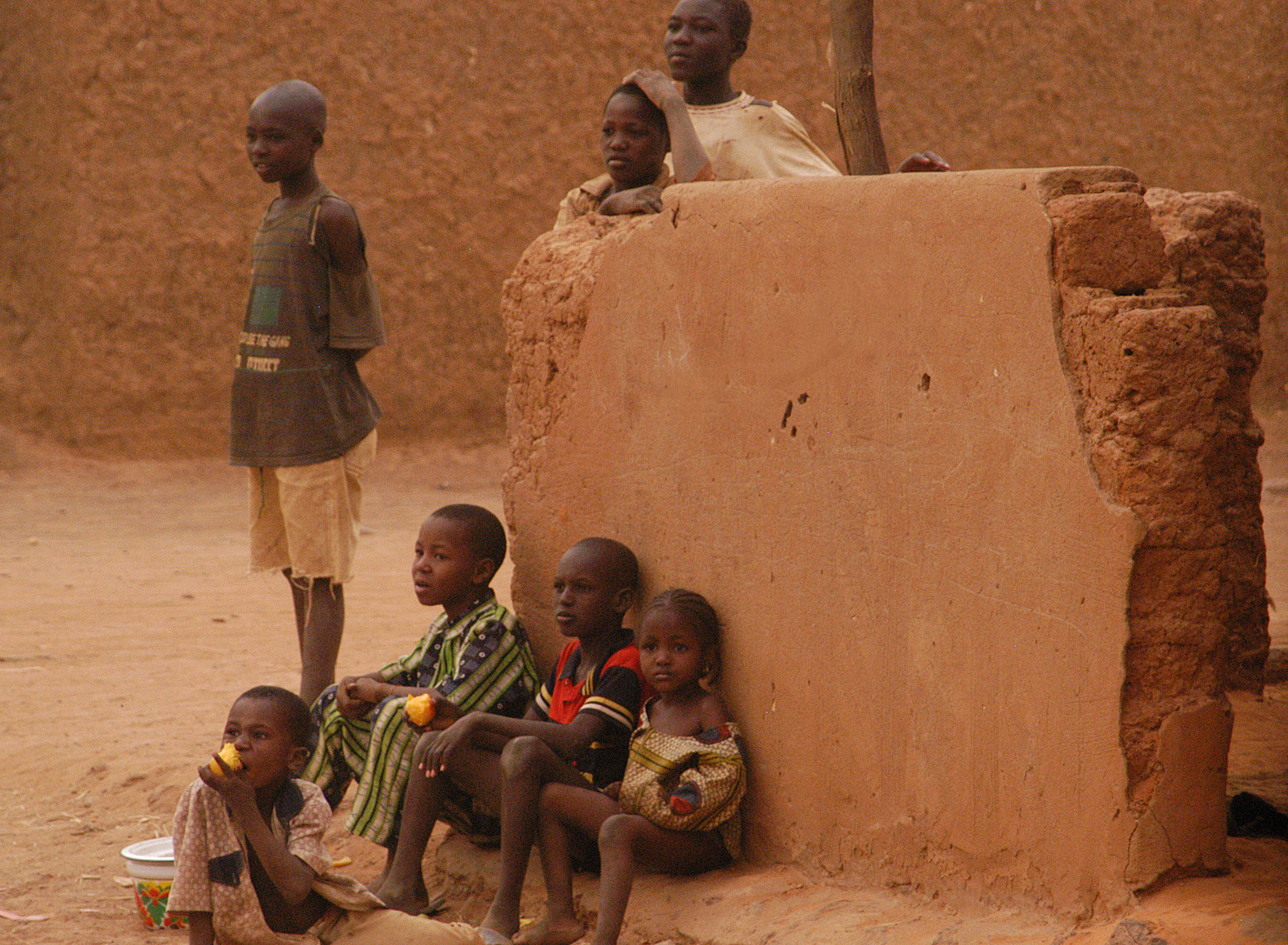
Kinder in Tahoua

Bei der Volkszählung 2012 hatte Tahoua 149.498 Einwohner in 23.491 Haushalten. Davon lebten 117.826 Personen im städtischen und 31.672 Personen im ländlichen Gemeindegebiet.
Bevölkerungsentwicklung
Die größte Volksgruppe in der multiethnischen Stadt bilden die Hausa, hinzu kommen Tuareg, Fulbe, Araber und Zarma. Im dünn besiedelten Gebiet nördlich der Stadt leben Wodaabe, eine vollnomadische Untergruppe der Fulbe.
Tahoua ist einerseits das Ziel von Zuwanderern aus anderen Landesteilen, die sich vor allem in den Vororten der Stadt niederlassen. Andererseits führen Ernährungsunsicherheit und wirtschaftliche Erwägungen zur Arbeitsmigration aus der Stadt über die Staatsgrenzen hinweg. Die Hauptzielländer der Migranten sind die Elfenbeinküste, Nigeria, Kamerun, Togo, Benin, Algerien und Libyen.
Neben den Angehörigen des Islams als Mehrheitsreligion gibt es eine kleine römisch-katholische Gemeinde in der Stadt, die 1961 gegründete Pfarre St. Paul, die zum Bistum Maradi gehört.

## Politik und Justiz

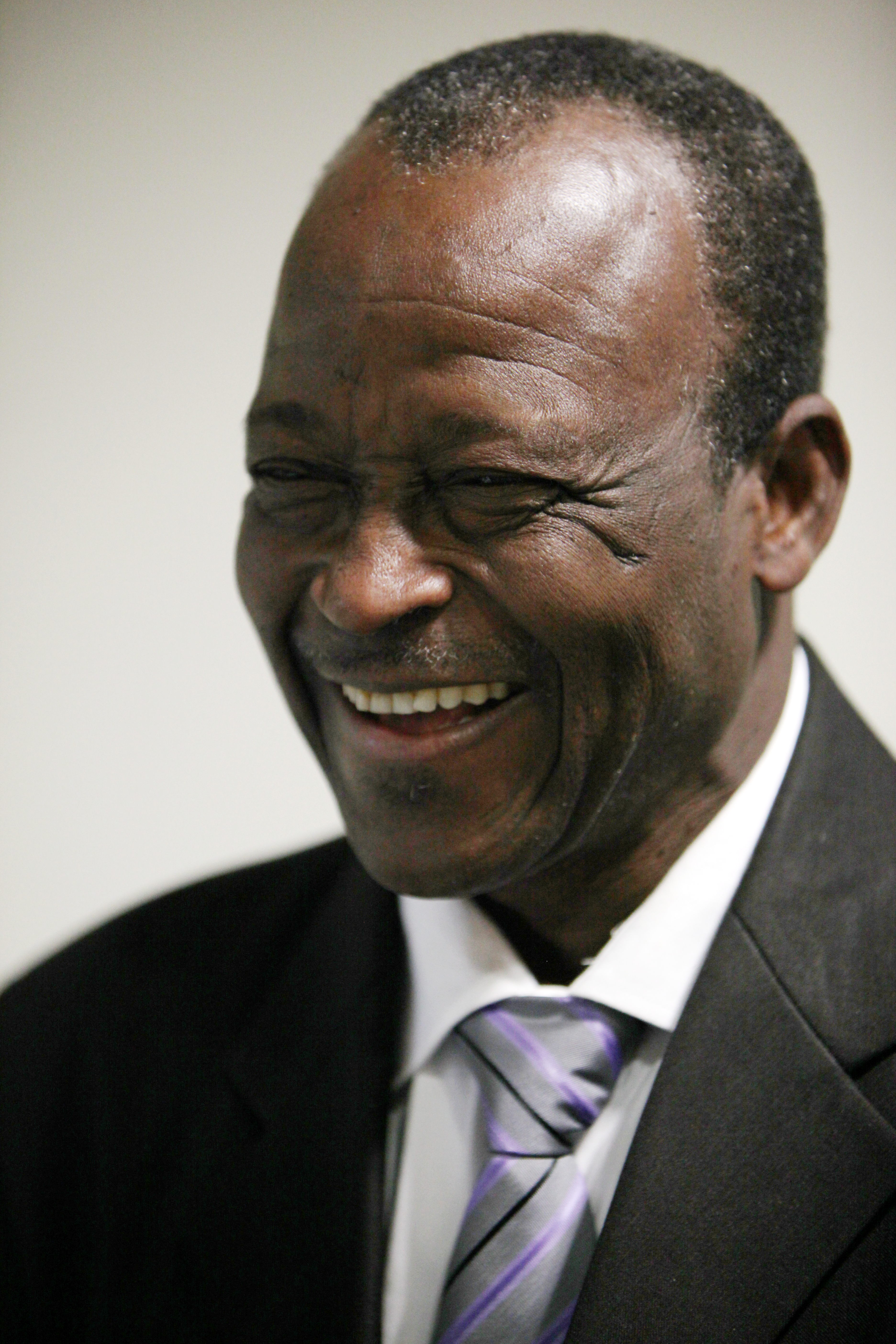
Bürgermeister Abdou-Ouhou Dodo

Der Stadtrat (conseil de ville) hat 19 gewählte Mitglieder. Mit den Kommunalwahlen 2020 sind die Sitze im Stadtrat wie folgt verteilt: 12 PNDS-Tarayya, 4 ADN-Fusaha, 2 MPR-Jamhuriya und 1 MODEN-FA Lumana Africa. Abdou-Ouhou Dodo (PNDS-Tarayya) wurde 2021 für eine dritte Amtszeit zum Bürgermeister gewählt.
Tahoua ist der Sitz eines Tribunal de Grande Instance, eines der landesweit zehn Zivilgerichte der ersten Instanz. Die Haftanstalt Tahoua hat eine Aufnahmekapazität von 450 Insassen.

## Kultur und Sehenswürdigkeiten
Der Prix Dan Gourmou ist ein biennal veranstalteter, mehrtägiger Musikwettbewerb in Tahoua. Er wurde 1987 gegründet. Jedes Jahr Ende Februar findet das Fest Koran Bori statt, bei dem böse Geister verjagt werden sollen.
Das Rathaus von Tahoua wurde 1985 nach Plänen des Architekten László Mester de Parajd erbaut. Es besteht aus einem Haupttrakt mit dem Büro des Bürgermeisters und zwei seitlichen Flügeln, wobei der Versammlungssaal im rechten Flügel untergebracht ist. Die architektonische Gestaltung des Rathauses soll einen möglichst großen Schutz vor der Sonnenhitze gewährleisten.
Die Maison des jeunes et de culture Albarka Tchibaou ist ein nach dem Erzähler Albarka Tchibaou benanntes Jugend- und Kulturzentrum in Tahoua. In der Stadt befinden sich mehrere Skulpturen des Bildhauers Issoufou Lankondé, so zwei Giraffen vor dem Hôtel de l’Amitié sowie Bildnisse des Hauptmanns Issoufou Marafa und von Albarka Tchibaou.
Tahoua ist ein Schauplatz des 1929 erschienenen Romans Ma femme au Niger von Édouard de Meringo, in dem eine Liebesgeschichte im Kolonialmilieu erzählt wird. Der Schachspieler André Thiellement veröffentlichte 1949 unter dem Titel Azawar seine kritischen Erinnerungen als Kolonialbeamter im Tahoua der 1930er Jahre.

## Wirtschaft und Infrastruktur

### Wirtschaft

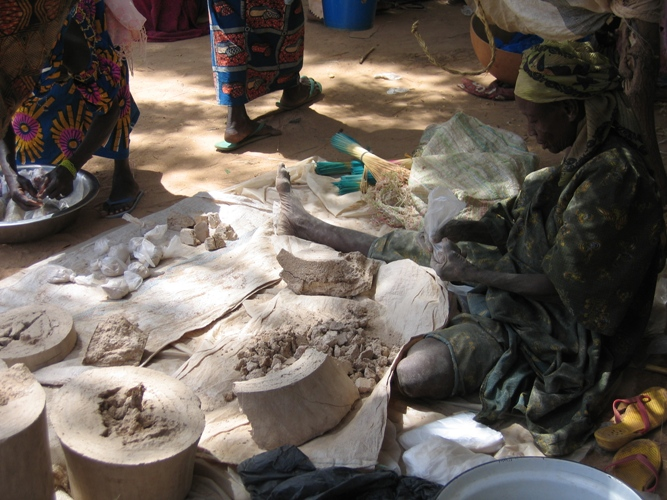
Salzverkäuferin auf einem Markt in Tahoua

Tahoua ist ein wichtiger Handelsplatz, insbesondere für den Handel mit Getreide und Augenbohnen. Der große Markt ist jeden Sonntag ein Treffpunkt für die verschiedenen Volksgruppen. Eine lokale Spezialität, die am Markt verkauft wird, ist tchoukou, ein flacher Käse aus Kuhmilch. Mehr als 90 % der Bevölkerung leben überwiegend von der Landwirtschaft. Das trockene Gebiet nördlich der Stadt dient als Weideland für Rinder, Schafe und Ziegen. Südlich der Stadt werden Erdnüsse angebaut. Nahe Tahouas wird Phosphat abgebaut. Die handwerklichen Aktivitäten in der Stadt konzentrieren sich vor allem auf Schmuck, Lederwaren und Schuhe. Das Hauptnahrungsmittel ist Hirse, gefolgt von Sorghum und Augenbohnen. Ernährungsprobleme treten einerseits aufgrund zu geringen Einkommens und andererseits aufgrund von Missernten auf.

### Bildung und Forschung
Die Djibo-Hamani-Universität Tahoua wurde 2010 gegründet. Die traditionsreiche Lehrerbildungsanstalt Ecole Normale d’Instituteurs Kaocen besteht seit dem Jahr 1948. In Tahoua befindet sich eines der vier Regionalzentren des staatlichen agronomischen Forschungsinstituts Institut National de Recherches Agronomiques du Niger (INRAN).
Der CEG 1 Tahoua, der CEG 2 Tahoua, der CEG 3 Tahoua und der im Dorf Kolloma Babba gelegene CEG Kolloma sind allgemein bildende Schulen der Sekundarstufe des Typs Collège d’Enseignement Général (CEG). Beim CES FA Tahoua handelt sich um eine allgemein bildende Schule der Sekundarstufe des Typs Collège d’Enseignement Collège Secondaire Franco-Arabe (CES FA) mit Fokus auf die arabische zusätzlich zur französischen Sprache.
Das Berufsausbildungszentrum Centre de Formation aux Métiers de Tahoua (CFM Tahoua) bietet Lehrgänge in Metallbau, familiärer Wirtschaft und Tischlerei an. Die Lehrgänge des Berufsausbildungszentrums Centre de Formation Professionnelle et Technique de Tahoua (CFPT Tahoua) umfassen Ackerbau, Metallbau, Bauingenieurwesen, Tischlerei und Automechanik. An der berufsbildenden Mittelschule Lycée d’Enseignement Professionnel de Tahoua bestehen Zweige zu Bauingenieurwesen, Industrieelektrik und Zollwesen. In jedem der beiden Arrondissements gibt es jeweils ein Collège d’Enseignement Technique (CET), eine technische Fachschule.
Im Jahr 2010 gab es in Tahoua 71 Grundschulen, davon waren neun Privatschulen. Auf einen Grundschullehrer kamen durchschnittlich 28 Schüler (landesweit 39).

### Gesundheit
In Tahoua gibt es ein Regionalkrankenhaus (Centre Hospitalier Régional de Tahoua) und ein Kommunalkrankenhaus (Hôpital Communal de Tahoua). Es sind mehrere Gesundheitszentren des Typs Centre de Santé Intégré (CSI) vorhanden, unter anderem in den Stadtvierteln Garkawa, Koufan Tahoua, Wadata und Maboyan Amaré, in den ländlichen Siedlungen Dakachi, Founkoye und Kolloma Babba sowie jene, die von den Organisationen Association des Musulmans d’Afrique (AMA), Association Nigérienne pour le Bien Etre Familial (ANBEF), Caisse Nationale de Sécurité Sociale (CNSS) und den Streitkräften Nigers betrieben werden.

### Verkehr

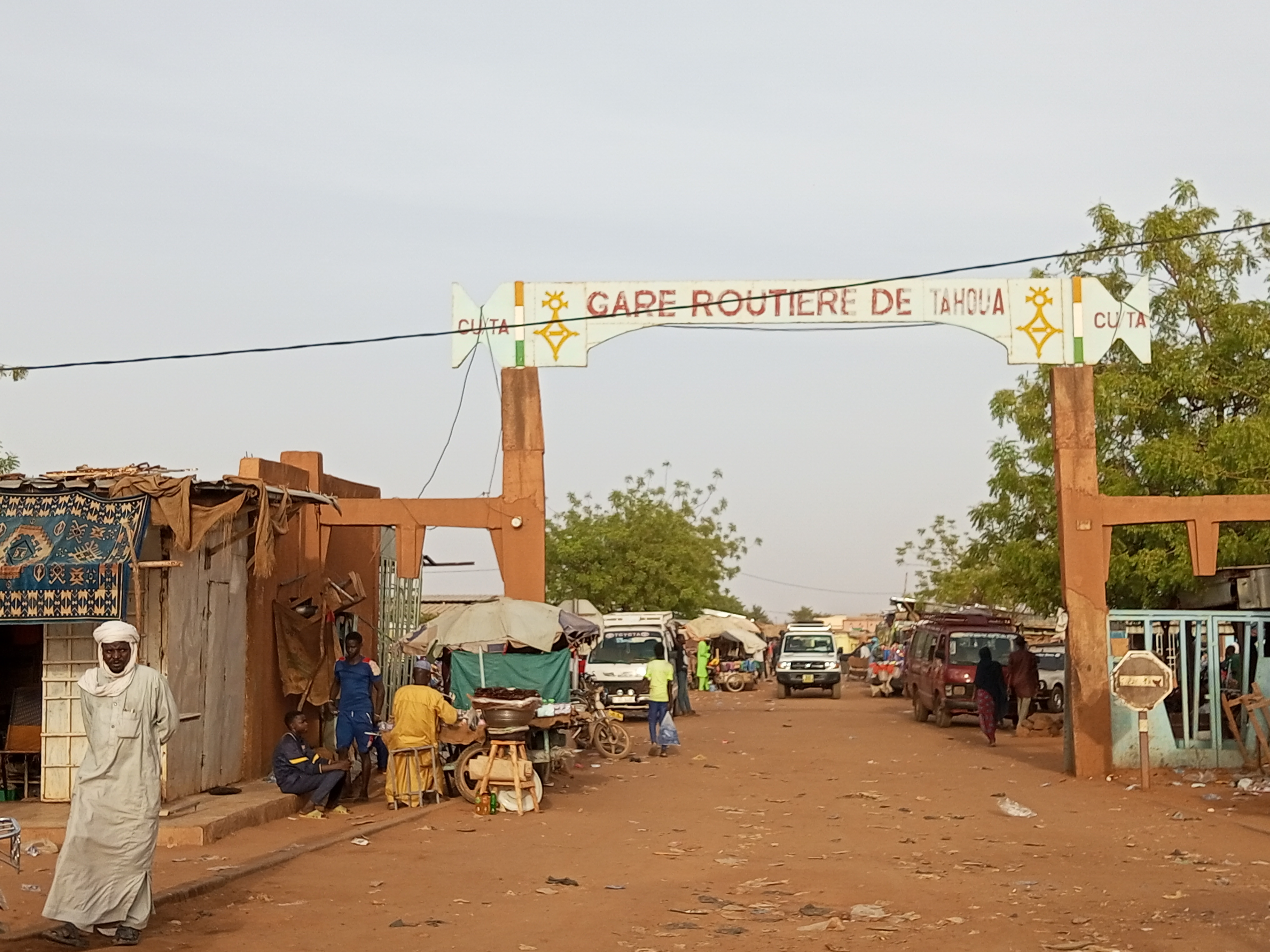
Busbahnhof in Tahoua

Tahoua liegt an der Nationalstraße 25, die die Großstädte Niamey und Agadez verbindet, sowie an der Nationalstraße 16 nach Madaoua und der Nationalstraße 29 nach Badaguichiri. Tahoua wird von allen vier großen Busunternehmen des Landes angefahren. Östlich der Altstadt befindet sich ein ziviler Flughafen, der Flughafen Tahoua (IATA-Code: THZ, ICAO-Code: DRRT).

## Persönlichkeiten
- Moustapha Alassane (1942–2015), Filmregisseur
- Issoufou Assoumane (1936–2022), Politiker
- Mahamadou Danda (* 1951), Politiker, Premierminister Nigers
- Mahamadou Halilou Sabbo (1937–2006), Politiker und Schriftsteller
- Djibo Hamani (* 1943), Historiker
- Aliou Mahamidou (1947–1996), Industrieller und Politiker, Premierminister Nigers
- Adolphe Sagbo (* 1953), Unternehmer und Politiker
- Abdourahamane Soli (1938–2016), Jurist, Politiker und Autor
- Nafissa Souleymane (* 1992), Sprinterin
- Soumana Zanguina (1960–2020), Offizier